# أنثولوجيا

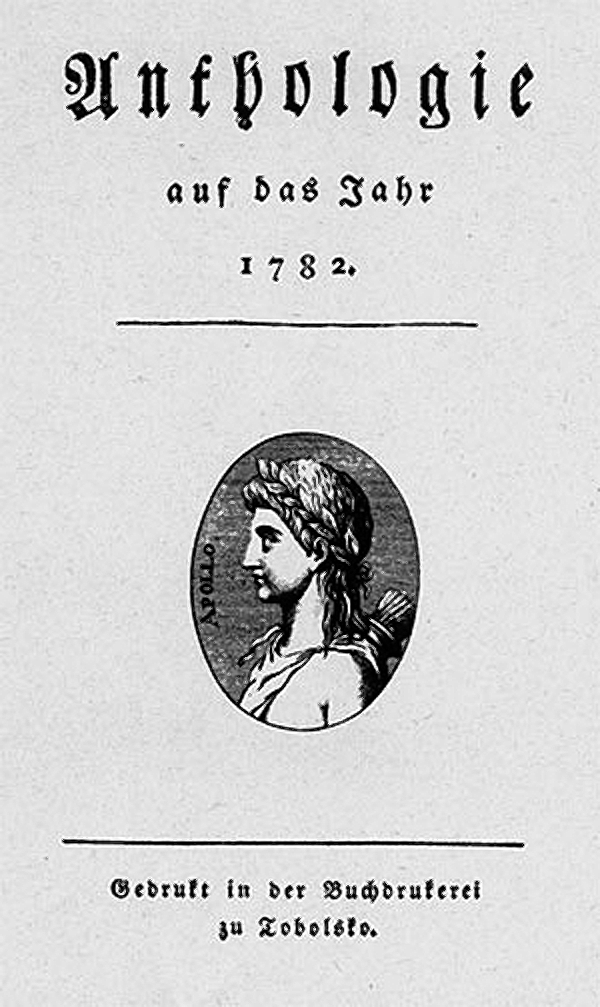

الأنثولوجيا، أو المختارات الأدبية، أو المقتطفات أو المقتطفات الأدبية المختارة هي مجموعة منتقاة من الأعمال الأدبية للكاتب، يتم تجميعها من قبل المؤلف الذي يقوم باختيار أعماله وتنسيقها. قد تكون الأنثولوجيا مؤلفة من مجموعة من القصائد الشعرية المنتقاة والمنسقة، أو مجموعة من القصص القصيرة، أو المسرحيات، أو الأغاني وأحياناً المقطوعات الموسيقية، والتي يتم انتقائها دون غيرها لاشتراكها بميزة ما، كالموضوع المشترك، أو النوع الأدبي، أو الأسلوب، أو اللغة، أو كون كٌتّابها ينتمون إلى منطقة واحدة.
في حال شملت الأنثولوجيا كافة أعمال أحد المبدعين يطلق عليها آنذاك مسمى«الأعمال الكاملة».
يعود أصل مسمى الأنثولوجيا إلى اللغة اليونانية حيث يعني «باقة الزهور»، وقد تم اقتباسه من عمل «الإكليل» (the garland) للشاعر ميلياغاروس، وهو أحد أقدم الأنثولوجيات المعروفة التي شبهت في مقدمتها القصائد بالزهور.
ثمة خلط شائع بين مصطلحي أنثولوجيا (Anthology) وأنطولوجيا (Ontology) «علم الوجود».